# Biblioteca comunale di Gela
La biblioteca comunale di Gela fu istituita nel 1875 ed occupa gli ambienti di un edificio monumentale dell'Ottocento recentemente ristrutturato.

## Storia

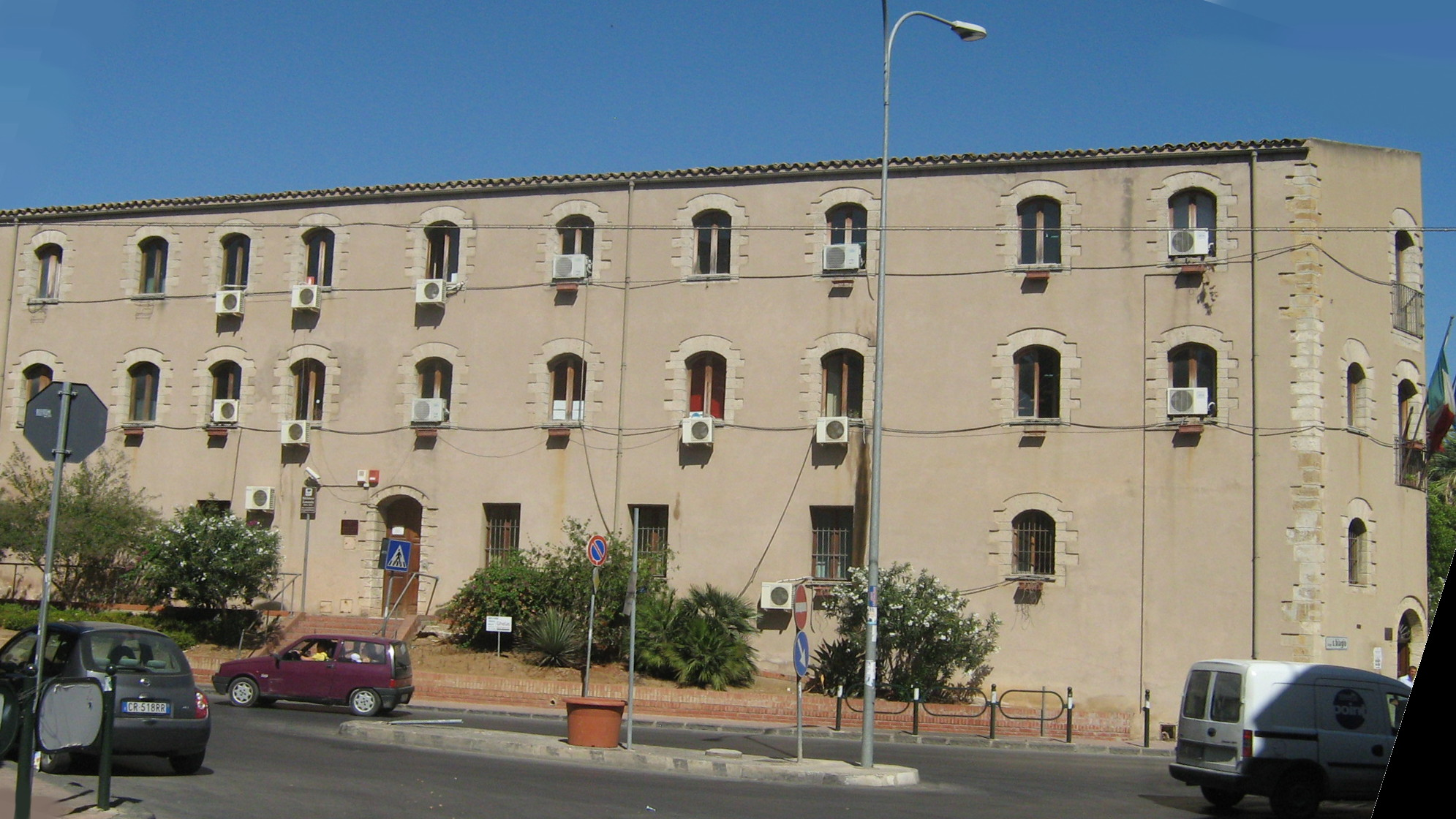
La Biblioteca da via Palazzi

L'edificio che ospita la Biblioteca è stato realizzato intorno all'ultimo ventennio dell'Ottocento a ridosso del cimitero monumentale. Esso era in origine il convento Agostiniano, eretto fuori dalle mura cittadine, trasformato poi in lazzaretto. Si presenta nelle sue forme attuali dopo il suo restauro degli anni Ottanta. La struttura si sviluppa longitudinalmente nel verso Nordest-Sudovest a forma di rettangolo irregolare a due piani. L'ingresso principale si apre sul lato lungo, mentre numerose finestre chiuse da archi a basso sesto ne movimentano la facciata.
In origine annesso al convento furono realizzati un colombaio cimiteriale della confraternita di S. Giuseppe e la chiesetta di S. Nicola di Tolentino (aperta al culto il 10 ottobre 1880) entrambi a ridosso dell'antica chiesa di San Biagio (di probabile origine Arabo-Normanna). Nella chiesetta di S. Nicola di Tolentino si conserva ancora la statua lignea del 1894 di Nostra Signora Liberi-Inferni dello scultore palermitano Bagnasco. Nonostante fosse in origine dislocato in una zona periferica, oggi l'ex convento Agostiniano risulta integrato al centro della città a causa dello sviluppo dell'edilizia degli anni cinquanta ed è collegato dal servizio di trasporti urbano mediante il Corso principale sul quale si affaccia. Recentemente si stanno approntando delle trasformazioni per l'istituzione in questa sede del Palazzo della Cultura.

## Servizi
Possiede un patrimonio librario composto da 28.450 volumi di cui 1.780 del fondo antico. Alcuni sono stati catalogati ai beni bibliografici dalla Soprintendenza di Caltanissetta. Inoltre, è possibile fruire dei carteggi dell'Archivio Storico del Comune di Gela oltre che di un fondo antico librario.
L'utenza media è di oltre sessanta presenze al giorno. 
Tra i servizi che offre sono contemplati il prestito, le consultazioni giornaliere, la consultazione delle gazzette ufficiali della regione e nazionale. La biblioteca dispone anche di una sala multimediale dov'è possibile usufruire della videoteca, nonché di internet.
In breve tempo è diventata un importante punto di riferimento culturale per tutta la città.
Per tre anni rimasta chiusa a seguito di lavori di ristrutturazione, il 15 Novembre 2024 la biblioteca riapre al pubblico.